# Figlia mia
Figlia mia é um filme de drama italiano de 2018 dirigido e escrito por Laura Bispuri. Estrelado por Valeria Golino, Alba Rohrwacher e Udo Kier, estreou no Festival Internacional de Cinema de Berlim em 22 de fevereiro.

## Elenco
- Valeria Golino
- Alba Rohrwacher
- Udo Kier